# Tohu-Bohu (journal intime)
Tohu-Bohu est le deuxième tome du journal intime de Marc-Édouard Nabe, publié en octobre 1993 par les éditions du Rocher.

## Résumé
Tohu-Bohu s'ouvre là où Nabe's Dream s'achève : l'émission de Bernard Pivot, Apostrophes. Du 16 février 1985 au 13 juin 1986, on suit les conséquences de l'émission sur l'écrivain, ainsi que l'écriture de ses livres et ses rencontres,. On suit notamment la rédaction de L'Âme de Billie Holiday. L'écrivain reproduit les articles positifs et négatifs le concernant ainsi que sa correspondance.

## Accueil critique

### Avis positifs
Dans le Figaro littéraire, Christian Charrière apprécie l'ensemble de l'ouvrage, regrettant néanmoins qu'il manque à l'écrivain « l'art du portrait », tout en résumant le second tome comme un « chant pur d'une intraitable liberté ». Daniel Yonnet écrit dans Ouest-France que Tohu-Bohu « est plus qu'intéressant, il est nécessaire à la compréhension de notre monde littéraire ». Pour Gilles Brochard, dans La Voix de France, « Nabe l'insoumis bouleverse tous les journaux intimes d'aujourd'hui, autant par son style syncopé (l'amateur de jazz n'est jamais loin !) que par l'insolence de ses propos ». 

### Avis négatifs
Michel Crépu considère, dans La Croix, que Tohu-Bohu est une « sorte de chronique journalière tenue au gré des fantaisies mégalomaniaques de l’auteur, qui sont fort nombreuses » et juge ridicule la présence d'un long index. Dans L'Évènement du jeudi, Michel Polac compare Nabe à Édouard Limonov, qu'il qualifie de « penseur des crânes rasés », pour juger un « objet invendable et illisible » sans « aucun intérêt littéraire ni même anecdotique » : « Ce Journal est une histoire (de pipelette) pleine de bruit (de couloir) et de fureur (de plumitif) racontée par un idiot, mais hélas, si on voit bien l'idiot on cherche encore le Shakespeare ».

## Film
Le 23 novembre 1993, une réception est organisée dans les jardins du Luxembourg à l'occasion de la sortie du livre et donne lieu à un film réalisé par Fabienne Issartel. On y rencontre, entre autres, Willem, le Professeur Choron, Luis Rego, Marcel Zanini, Jean-François Stevenin, Jean-Édern Hallier, Jackie Berroyer, Marc Dachy et Stéphane Zagdanski.

## Édition
- Marc-Édouard Nabe, Tohu-Bohu, éditions du Rocher, 1993, 824 p.  (ISBN 2268015483).